# Warren Rudman
Warren Rudman (Boston, 1930. május 18. –‎ Washington, 2012. november 19.) amerikai ügyvéd és politikus.

## Életpálya
Rudman Bostonban született 1930. május 18-án, Theresa (született Levenson) és Edward G. Rudman fiaként.
Családja német, lengyel és orosz zsidó bevándorlókból állt  Nashuában nőtt fel, és egész életét New Hampshire-ben élte le, néhány kivételtől eltekintve. A Valley Forge Katonai Akadémia bentlakásos iskolájába járt Wayne-ben. Alapdiplomáját a Syracuse Egyetemen szerezte, és a koreai háború alatt az Egyesült Államok hadseregében szolgált. 1960-ban Juris Doctor diplomát szerzett a Boston College Law School-on, és 1970-ben New Hampshire főügyészévé nevezték ki; ebben a minőségben 1976-ig szolgált.
1980 és 1993 között New Hampshire állam szenátora. A Republikánus Párt tagja. Mérsékelt centristaként ismerték, olyannyira, hogy Clinton elnök 1994-ben megkereste őt, hogy lépjen a távozó pénzügyminiszter, Lloyd Bentsen helyébe Clinton kabinetjében, de Rudman elutasította az ajánlatot.
Két hivatali ciklus után Rudman úgy döntött, hogy 1992-ben nem indul újra a választásokon. Halálakor az Albright Stonebridge Group társelnöke, a Paul, Weiss, Rifkind, Wharton & Garrison nemzetközi ügyvédi iroda nyugalmazott partnere, valamint a Promontory Financial Group tanácsadó testületének tagja volt. Korábban a Raytheon, a Collins & Aikman, az Allied Waste, a Boston Scientific és a Dreyfus Family of Funds számos alapjának igazgatótanácsában ült.